# Oosterkerk (Hoorn)
De Oosterkerk of Sint-Antoniuskerk in Hoorn is een kerk, gebouwd in gotische stijl, waarvan de oorsprong teruggaat tot 1450. Het huidige aanzien van het schip en de noordelijke gevel dateert van 1616.

In de kerk bevindt zich een houten beschermkast waarin het torenuurwerk vanuit de uurwerkkamer op de zolder neerdaalt. Op de kast staan de woorden: 
Wij sterven daar wij staan. Wij dalen in het graf.
Ons leven loopt gelijk met deze looden af.
De looden die gij ziet allengkens nederdalen
Toont uwen levensloop, die niet is te herhalen:
Gelijk van stond tot stond die naderen de aard,
Zo nadert gij uw graf van dat gij werdt gebaard
Anno 1612

## Geschiedenis
Oorspronkelijk was het een rooms-katholieke kerk, bedoeld voor vissers en schippers. Patroon was Antonius de Grote. Na de reformatie werd het een hervormde kerk. De jongere gevel aan het Grote Oost is uit 1616 en werd naar ontwerp van Hendrick de Keyser gebouwd, nadat de oude voorgevel op 13 april 1613 was ingestort. In 1855 vond er in de kerk een landbouwtentoonstelling plaats. De kerk heeft gebrandschilderde ramen. Eind jaren '60 van de 20e eeuw is de kerk buiten gebruik gesteld. Na jaren van leegstand en zelfs dreigende afbraak, is door de Stichting Oosterkerk het gebouw gerestaureerd en voor multifunctionele doeleinden in gebruik genomen. Op zondag wordt de kerk gebruikt door de Nederlands Gereformeerde Kerk.
In 1978 werd er archeologisch onderzoek verricht aan de koorzijde van de kerk. De archeologen stelden vast dat alle steunberen via een 47 centimeter brede muur zijn verbonden. Onder de grond hadden de steunberen ook ontlastingsbogen, die met mortel dichtgezet waren. De kerkmuur verjongt, waarbij de voet van de muur van de steunberen niet raakt. Het schip stamt uit de 17e eeuw en is zeer waarschijnlijk gebouwd op het fundament van het oudere gebouw. Bij het tweede travee in de noordelijke muur werd een ondiep gefundeerde muur ontdekt, dit zou van een woonhuis kunnen zijn geweest. Uit de ruimte tussen de twee muren werd een 14e of 15e-eeuwse laars gehaald. Een moet van het dak is in de kerkmuur nog zichtbaar.
In 1981 kocht de beherende stichting Oosterkerk Hoorn het naastgelegen voormalige woonhuis op het adres Grote Oost 58. Bij de verbouwing die een jaar later volgde werd dit woonhuis, inmiddels omgedoopt tot Claes Joest Huys, bij de kerkruimte getrokken, om dienst te kunnen gaan doen als kleedruimte en ook als woning voor de beheerder van het gebouw. Het brandspuithuisje op het adres Grote Oost 62 werd ook bij de kerk getrokken en ging dienst doen als keuken. In 2004 volgde een grootschalige verbouwing, waarbij achter het Claes Joest Huys een nieuwe keuken gebouwd werd en de oude keuken in het brandspuithuisje verbouwd werd tot wc-ruimte en garderobe.

## Heiligenbeelden
Hoewel de kerk een hervormde kerk is, bevinden zich in en aan de kerk nog verschillende heiligenbeelden. In de kruising bevinden zich nog vier schalkbeelden in de vorm van de vier evangelisten. Het gaat om de heiligen Lucas, Johannes, Marcus en Matteüs. In de Oosterkerksteeg bevindt zich het vijfde heiligenbeeld, nu in de vorm van Sint Antonius, met varken en tau.

## Het orgel
Het orgel is in 1764 gebouwd door Johann Heinrich Hartmann Bätz uit Utrecht. Het is het enige orgel wat deze bouwer in Noord-Holland nieuw heeft geleverd. Het orgel, geplaatst op een oksaal aan de westmuur, kwam in de plaats voor een instrument wat deels uit de 15e en 16e eeuw stamde.
Het werd ingericht als een tweeklaviersorgel met aangehangen pedaal, bestaande uit hoofdwerk en rugwerk. Opmerkelijk is het fraaie snijwerk, wat veel overeenkomsten vertoont met het orgel uit de Lutherse Kerk, een werkstuk van Pieter Müller uit 1773. Dat is op zich logisch, want Bätz was afkomstig uit het bedrijf van Christian Müller, vader van Pieter Müller.
Tot 1869 heeft het orgel gefunctioneerd. In dat jaar is het orgel in dermate slechte staat dat orgelmaker Christian Gottlieb Friedrich Witte, voortzetter van het huis Bätz, een voorstel doet om het volledige binnenwerk te vervangen, waarbij alleen de kassen opnieuw gebruikt zouden worden.
Het nieuwe orgel werd opgeleverd in 1871, tegelijkertijd met het orgel in de Doopsgezinde Kerk aan de Ramen. Vrijwel ongewijzigd bleef het orgel functioneren tot ongeveer 1960. In die tijd werd de Oosterkerk buiten gebruik gesteld door de Hervormde Gemeente, en werd het orgel ook nauwelijks meer bespeeld. Daarom werd het kerkgebouw overgenomen door de Stichting Oosterkerk, en het orgel werd in 1982 gerestaureerd door Vermeulen-Alkmaar. Tevens werd toen de gelegenheid te baat genomen om het orgel met een Subbas 16' op het pedaal uit te breiden, iets wat door Witte ook al was voorgesteld. In 2009 is het pedaal door Flentrop Orgelbouw uit Zaandam met nog twee stemmen uitgebreid, een Prestant 8' en een Fagot 16'.
De kerk is ingeschreven in het rijksmonumentenregister.